# ニューゆうかり
ニューゆうかりは、新日本海フェリーが運航していたフェリー。

## 概要
同型船のニューすずらんとともに幸陽船渠で建造され、1979年7月に敦賀～小樽航路に就航した。就航当時、日本最大のフェリーだった。
1996年6月、すずらん (フェリー・初代)、すいせん (フェリー・初代)と交代して引退、海外売船された。
ギリシャのアネック・ラインズへ売却され、改造を受けてKRITI IIとなり、パトラ～イグメニッツァ～アンコーナ航路、ピレウス～ヘラクリオン航路などを中心に就航している。

## 設備
新日本海フェリーの新造船のうちフェリーあかしあまで採用されていた観音開きのバウドアにかえて、跳ね上げ式バウバイザーを装備している。
最上甲板に設置されたダミーファンネルの内部は、スカイラウンジとなっていた。
後に車両甲板を拡大してトラック搭載数を増加する工事を実施、総トン数が減少した。

### 船室
- スイートルーム
- 特別室
- 特等
- 1等
- 2等寝台
- 2等

scrapping https://www.tradewindsnews.com/cruise-and-ferry/greek-ferry-giant-attica-sends-another-ropax-dinosaur-to-the-boneyard/2-1-1822313

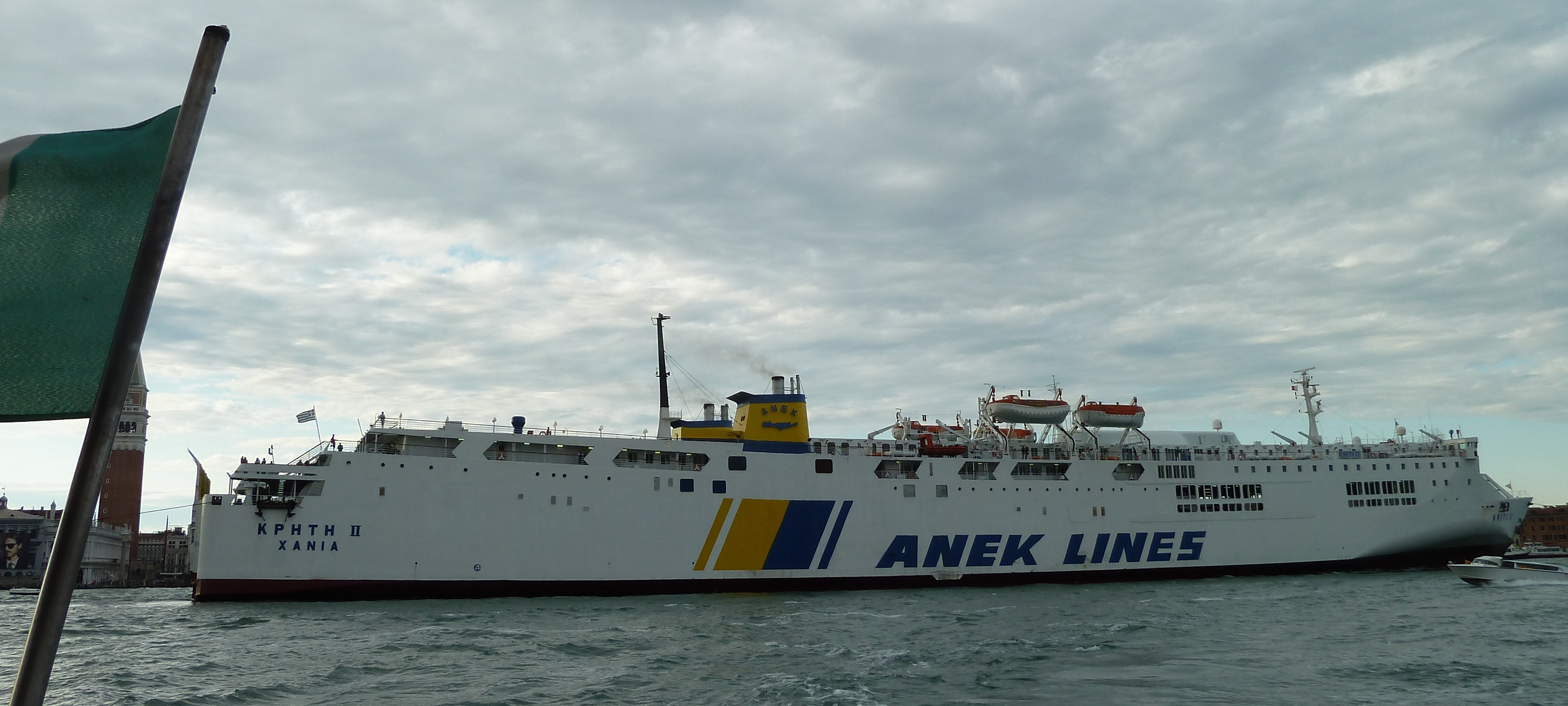
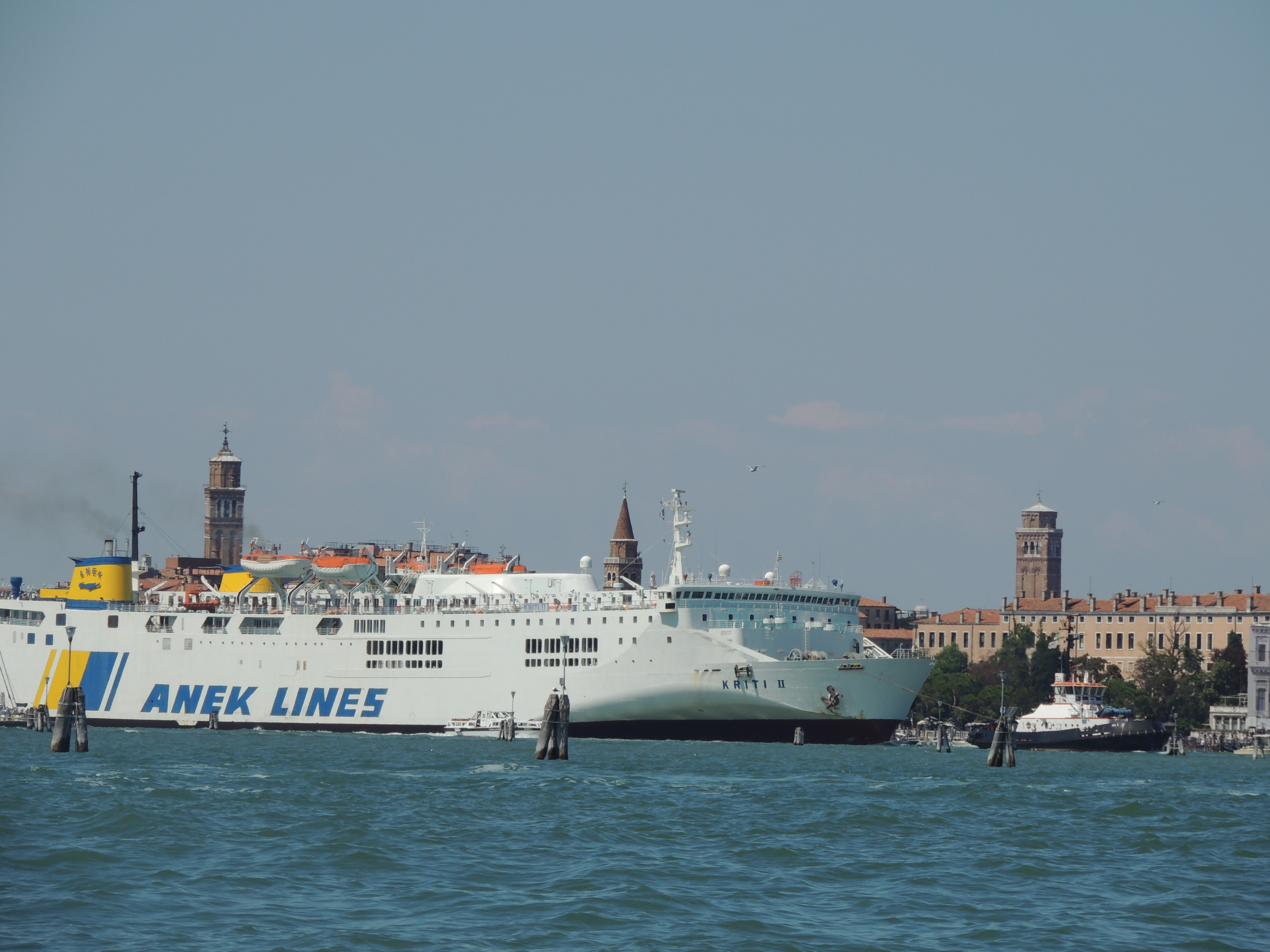
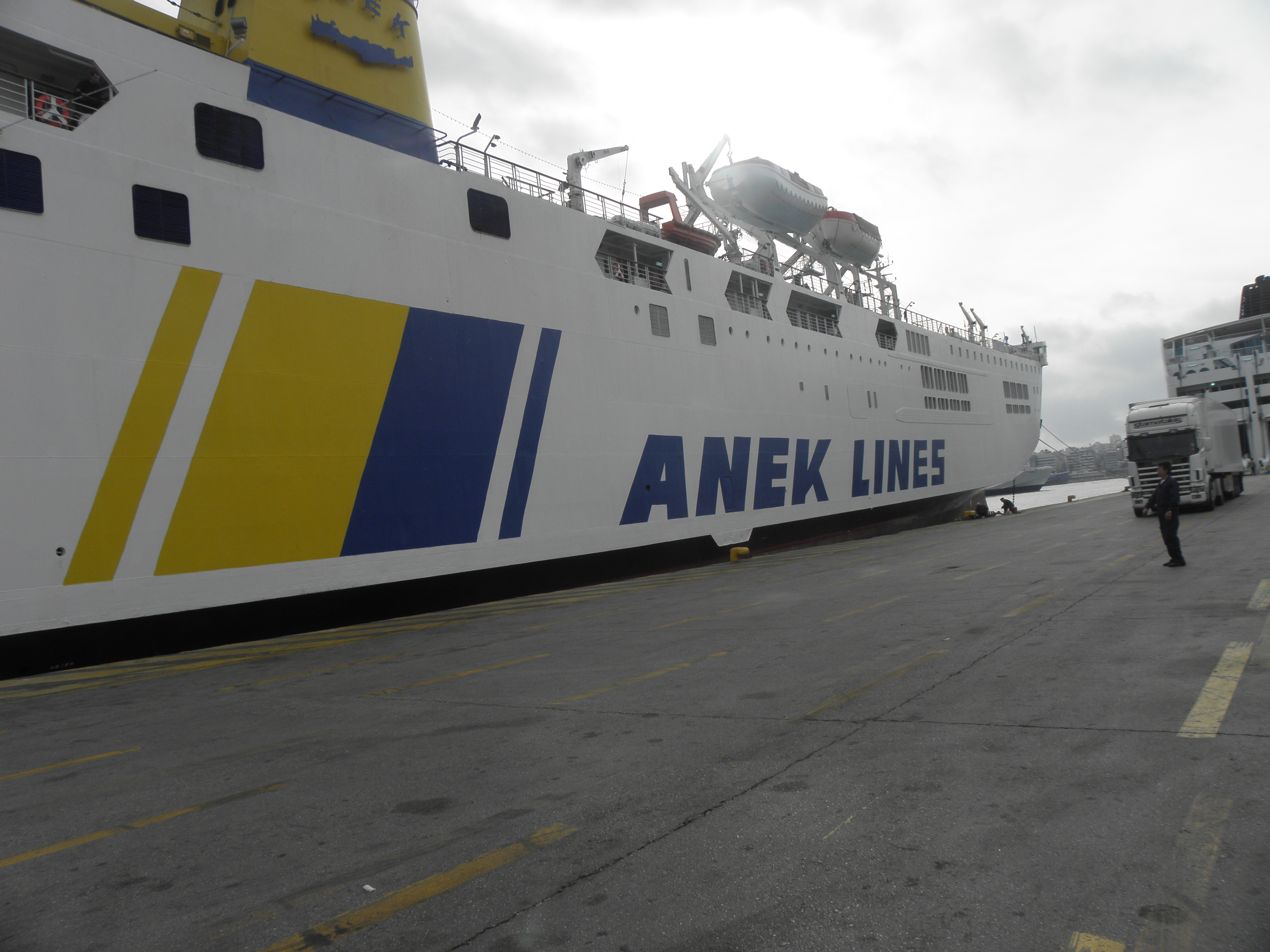
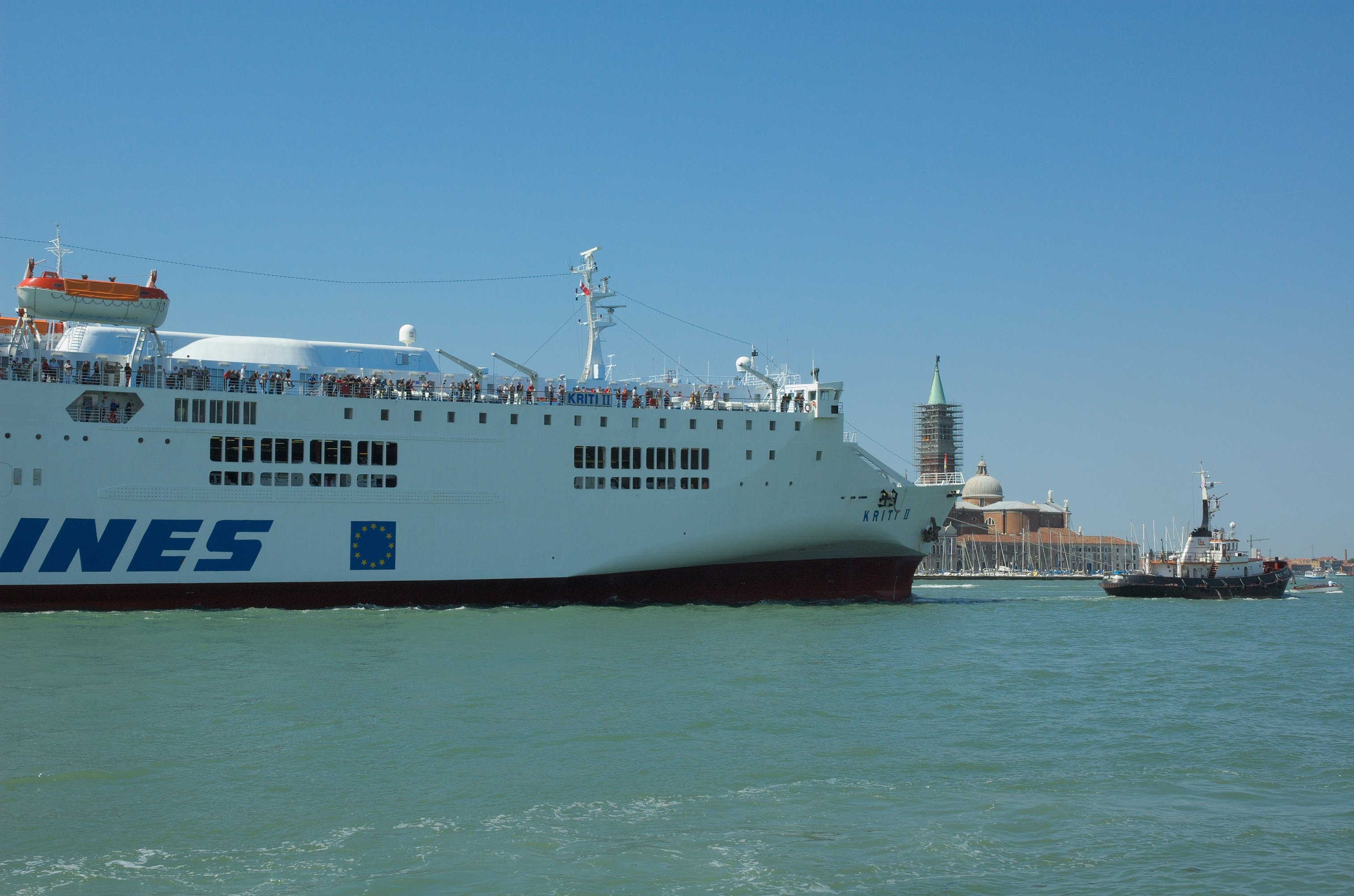
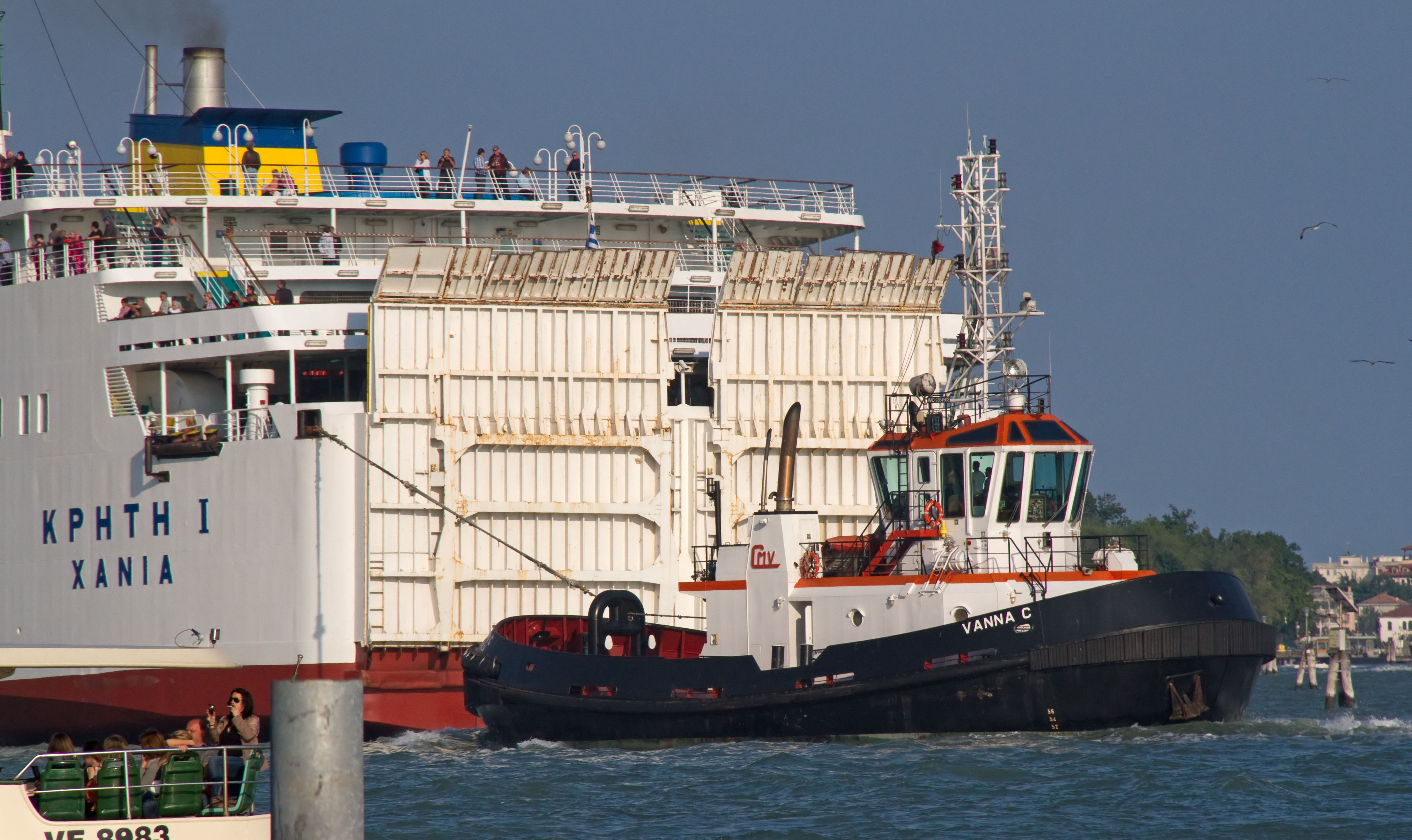